# جرد خسا
جرد خسا (انگلیسی: Jared Khasa؛ زادهٔ ۴ نوامبر ۱۹۹۷) بازیکن فوتبال اهل فرانسه است.
از باشگاه‌هایی که در آن بازی کرده‌است می‌توان به باشگاه فوتبال سیون اشاره کرد.